# Expression directe
 (janvier 2024).
Pour l’article homonyme, voir Tribune libre.
Expression directe, anciennement Tribune libre, est une émission de service public diffusée à la télévision à partir de 1975 sur Antenne 2 et FR3, puis à partir de 1992 sur France 2 et France 3, et à partir de 2007 sur France 5. Elle est aussi diffusée à la radio sur France Inter et Ici.

## Principe de l'émission
Elle permet, avec les moyens de l'État, à des groupes représentatifs (partis politiques, syndicats, mouvements d'entrepreneurs) de disposer d'un espace d'expression libre sur les antennes publiques de télévision et de radio. Elle fut directement inspirée de la volonté de Valéry Giscard d'Estaing d'un dialogue direct avec les Français lors de son mandat de président de la République. 
Cette émission est une obligation légale pour France Télévisions et Radio France, d'après les articles 10 et 15 de la loi du 7 août 1974 relative à la radiodiffusion et à la télévision, puis l'article 55 de la loi du 30 septembre 1986 relative à la liberté de communication.
Les émissions sont réalisées, soit par les équipes de France Télévisions ou de Radio France, soit par une autre entreprise qui devra respecter les normes techniques définies par ces premières. Les émissions doivent être remises aux chaînes au moins 72 heures avant leur diffusion.
Cette émission n'est pas diffusée en période électorale.

## Télévision

### Généralités
Lors de sa création, l'émission s'intitulait Tribune libre. À partir du début des années 1980, le nom Expression directe est utilisé sur Antenne 2 tandis que FR3 continue de diffuser l'émission sous le nom de Tribune libre. Cette situation durera jusqu'en 1987.
À l'origine, l'émission se déroulait sur un plateau où les protagonistes pouvaient faire et dire ce qu'ils voulaient, ce qui donnait parfois des programmes ubuesques ou comiques. Elle diffuse aujourd'hui des spots plus formatés, dans l'esprit de la communication des formations politiques et des organisations syndicales et professionnelles.
Ces émissions durent 2, 4 ou 5 minutes depuis 2003. De 1994 à 2002, leur durée était de 2 ou 8 minutes. Auparavant, elle était de 10 minutes.
L'Arcom (précédemment la CNCL puis le CSA) fixe chaque année le volume horaire de ces messages et procède à sa répartition, suivant les effectifs des groupes parlementaires pour les formations politiques et à parts égales pour les organisations syndicales et professionnelles.
L'ordre de passage de ces messages est fixé par tirage au sort pour les syndicats, et selon l'ordre de réception des demandes pour les partis politiques.
Les horaires de diffusion de ces messages sont fixés par le CSA, en concertation avec France Télévisions.
L'émission fut d'abord diffusée uniquement sur France 2 et France 3, avant d'être étendue en 2007 à France 5.

### Programmation
Depuis 2003, l'émission est programmée : 
- sur France 2 : le mardi vers 13 h 50 (2 min) et dans la nuit du lundi au mardi 0 h 30 (4 min) ;
- sur France 3 : le samedi vers 17 h (2 min) et le dimanche vers 11 h 30 (5 min) ;
- sur France 5 : le vendredi vers 22 h 30 (2 min) et le jeudi vers 8 h 50 (4 min)

Chaque année depuis 2010, 6 heures 39 minutes sont réservées aux formations politiques et 8 heures 14 minutes aux organisations syndicales et professionnelles.

## Radio

### Généralités
De même, l'Arcom (précédemment la CNCL puis le CSA) fixe le volume horaire de ces messages, les répartit et détermine l'ordre de passage selon les mêmes règles. 
L'émission dure 5 minutes, et les horaires de diffusion sont fixés par l'Arcom en concertation avec Radio France.

### Programmation
Depuis les débuts, l'émission est programmée chaque samedi vers 19 h 55.
Chaque année depuis 2010, 1 heure 45 minutes est réservée aux formations politiques et 2 heures 10 minutes aux organisations syndicales et professionnelles.

## Quelques épisodes
- 21 mai 1975 sur FR3 : première télévision de Nicolas Sarkozy, militant à l'UDR[2]
- 23 mai 1975 sur FR3 : première télévision de Marielle de Sarnez, militante à Génération sociale et libérale[3]
- 6 avril 1982 sur FR3 : première télévision de Manuel Valls, militant des Jeunesses socialistes[4]

## Sources
- « Les émissions d'« expression directe » à la télévision », sur csa.fr (version du 11 janvier 2012 sur Internet Archive).
- « Les émissions d'« expression directe » à la radio », sur csa.fr (version du 4 mars 2012 sur Internet Archive).